# Charles Walton (víctima de asesinato)
Charles Walton (12 de mayo de 1870 – 14 de febrero de 1945) fue un hombre inglés asesinado el 14 de febrero de 1945 (Día de San Valentín), en la granja The Firs en las pendientes de Meon Hill, Lower Quinton en Warwickshire, Inglaterra. El caso es notable por haber dirigido la investigación del crimen el detective de policía más importante de la época, el inspector jefe Robert Fabian. El principal sospechoso del asesinato fue el director de The Firs, Alfred John Potter, para quien Walton trabajaba en el día de su asesinato. Sin embargo, no había pruebas suficientes para condenar a Potter y el caso es actualmente el asesinato no resuelto más antiguo en Warwickshire. El caso también tiene cierta notoriedad en la cultura popular debido a su supuesta conexión con las creencias locales en brujería.

## De fondo
Charles Walton nació el 12 de mayo de 1870 del matrimonio formado por Charles y Emma  Walton.  Peón agrícola, había nacido, crecido y vivido en Lower Quinton toda su vida. Era un viudo sin hijos que compartía una casita de campo (cottage), 15 Lower Quinton, con su sobrina de 33 años, Edith Isabel Walton, a la que había adoptado treinta años antes a la muerte de su madre, una de las tres hermanas de Charles. Walton fue descrito como un poco solitario y se había ganado una buena reputación como entrenador de caballos en su juventud. Destacaba su buen manejo con estos y, como muchos campesinos de antaño, tenía un notable conocimiento de la flora y fauna locales y los ciclos naturales. Podía hacer que los pajarillos silvestres se posaran a comer grano en su mano. Se dice que no socializaba con sus vecinos pero que era amigable.
Desde hacía unos años, Walton caminaba con un bastón debido a padecer artritis. Sin embargo, aun buscaba trabajo agrícola ligero donde pudiera encontrarlo y, durante los nueve meses anteriores, había estado trabajando para un labrador local, Alfred Potter, cuya granja era conocida como The Firs.
Edith Walton vivía con Charles Walton desde los tres años, aunque su padre estaba todavía vivo y viviendo en 30 Henley Street, Stratford-upon-Avon. Walton había ocupado su cottage desde la Primera Guerra Mundial y su esposa había muerto el 9 de diciembre de 1927. Walton daba a Edith 1 libra a la semana por su trabajo como ama de llaves, pero también le pagaba 3 chelines a la semana en concepto de alquiler del cottage, y ella también compraba su propio carbón y carne. Además de sus ingresos casuales, Walton recibía 10 chelines semanales de pensión de vejez.

## Asesinato
El 14 de febrero de 1945 Walton dejó su casa con una horquilla de dos puntas, una podadera– un apero parecido a un corquete pero más grande y de mango más largo- y un trozo de pastel de frutas casero en la fiambrera para comer durante el descanso de mediodía. Edith declaró que Walton había dejado su monedero en casa. Se le vio pasar por el cementerio entre las 9 y las 9,30 horas. Ese día, iba a podar setos en un campo conocido como Hillground en las pendientes de Meon Hill.
Edith Walton trabajaba como ensambladora en la impresora  de la Royal Society of Arts que se había reubicado en Lower Quinton durante la Segunda Guerra Mundial. Walton esperaba haber regresado a casa a las 4 de la tarde. Pero cuando Edith volvió del trabajo alrededor de las 6, descubrió que Walton no estaba. Su naturaleza solitaria y hábitos regulares le indicaban que no había ido al pub local o a visitar a un amigo.
Temiendo que hubiera sufrido alguna indisposición o accidente, Edith fue junto a su vecino, otro trabajador agrícola llamado Harry Beasley que vivía en 16 Lower Quinton, quien la acompañó a The Firs para alertar a Alfred Potter. Potter afirmó haber visto a Charles unas horas antes, podando setos en Hillground. Los tres se dirigieron hacia el sitio donde Charles lo había visto de lejos y al poco encontraron el cuerpo del anciano tendido en un charco de sangre junto al seto, brutalmente asesinado.
El asesino había golpeado a Walton en la cabeza con su propio bastón, y luego usó los aperos también para darle muerte: le había clavado la podadera en el cuello y la horquilla en el pecho, encajando el mango de esta contra las raíces del seto como intentando que no se moviera.
Al encontrar a su tío, a quien a todos los efectos veía como un padre, Edith empezó a gritar conmocionada: Beasley intentó tranquilizarla y que no se acercara demasiado a la escena. En aquel momento Harry Peachey andaba a lo largo del otro lado del seto. Potter lo llamó, dirigió su atención al cuerpo y le dijo que fuera a llamar a la policía.
Potter vigiló la escena del asesinato hasta la llegada de la policía, mientras Beasley llevó a Edith colina abajo. El primer policía, Michael James Lomasney llegó a la escena a las 19:05 horas. Los miembros del CID de Stratford-upon-Avon se personaron más tarde al anochecer, mientras el profesor James M. Webster, del Laboratorio Forense de West Midlands, llegó a las 23:30 p. m. El cuerpo fue retirado  a las 1:30 a. m.

## Investigación inicial
A las 23:00 horas del 14 de febrero, el detective inspector Tombs tomó declaración a Alfred Potter. Potter dijo que estaba en la granja desde hacía aproximadamente cinco años y que conocía a Walton todo aquel tiempo. Había empleado a Walton casualmente durante los últimos nueve meses y este había trabajado cuando el tiempo lo permitía. Walton había estado ocupado en la zona los últimos meses y Hillground era el último campo que necesitaba atención.
Potter dijo que había estado en el pub local, College Arms con Joseph Stanley, un labrador de White Cross Farm, hasta el mediodía. Había ido después directo a través del pequeño campo contiguo a Hillground y vio a Walton trabajando aproximadamente a unos 500–600 metros de distancia. Dijo que notó que a Walton le faltaban aproximadamente 6–10 yardas de seto para cortar y que, cuando encontró su cuerpo más tarde, aproximadamente cuatro yardas adicionales de seto habían sido cortadas, lo que sería una media hora de trabajo.
Potter declaró que sabía que Walton tenía la costumbre de parar para comer alrededor de las 11:00 y que después trabajaba continuamente hasta aproximadamente las cuatro de la tarde. Describió a Walton como un "tipo inofensivo de hombre pero que diría lo que piensa si era necesario".

La decisión de solicitar asistencia de la Policía Metropolitana (coloquialmente, "Scotland Yard") fue tomada pronto. El subjefe de policía de Warwickshire envió un mensaje el 15 de febrero declarando:
El jefe de policía me ha pedido que busque la ayuda de Scotland Yard para ayudar en un brutal caso de asesinato que tuvo lugar ayer. El difunto es un hombre llamado CHARLES WALTON, de 75 años, y fue asesinado con un instrumento conocido como gancho de corte. El asesinato fue cometido por un loco o uno de los prisioneros italianos que se encuentran en un campamento cercano. Creo que sería necesaria la ayuda de un intérprete italiano. El doctor Webster afirma que el difunto fue asesinado entre la 1 y las 2 pm de ayer. Falta un reloj de metal del cuerpo. Está circulando.
Los detalles del reloj que fueron enviados a prestamistas y joyeros lo describieron como:
Reloj de bolsillo de metal blanco liso de caballero, caja a presión en la parte posterior, esfera de esmalte blanco, con "Edgar Jones, Stratford on Avon" inscrito. Segunda mano. Números ingleses. Valorado en 25/- aproximadamente hace diez años.
El 16 de febrero el inspector jefe Robert Fabian y su socio, el sargento detective Albert Webb llegaron para ayudar en la investigación. Más tarde ese día, también llegó el sargento detective Saunders de la Special Branch, que hablaba italiano con fluidez.
Alfred Potter quedó de inmediato bajo sospecha. Se le pidió a PC Lomasney, el policía local que conocía a Alfred y su mujer, Lillian Elizabeth Potter, que se mantuviera cerca de ellos para ver qué podían revelar sin querer.
El sargento detective Saunders empezó a entrevistar a los prisioneros de guerra italianos en Long Marston. Al parecer, los presos podían deambular por la zona a su antojo y aunque había un programa para días laborales y días libres, ningún registro se llevaba de tales movimientos. En la tarde del día del asesinato algunos prisioneros habían ido a Stratford on Avon a ver una obra de teatro, mientras otros habían ido al cine. Sin embargo, no parece que se haya considerado seriamente que ninguno de los italianos hubiera asesinado a Walton.

### post mortem
La autopsia del profesor Webster indicó que la tráquea había sido cortada y que tenía hematomas en el pecho y varias costillas rotas. Walton también tenía heridas defensivas indicando que había opuesto resistencia: un corte en su mano izquierda y moratones en el dorso de su mano derecha y antebrazo. Webster concluyó que las heridas de Walton habían sido causadas por dos armas, una punzante y la otra cortante: su propia horquilla y podadera. Walton también había sido golpeado en la cabeza con su bastón, que se encontró tirado a tres yardas del cuerpo con sangre y cabellos pegados a él. Se determinó que Walton murió entre la 1 y las 2 p. m. La camisa de Walton estaba abierta, sus pantalones desabrochados y la bragueta desabotonada, lo que sugiere que fue atacado cuando se disponía a hacer sus necesidades. La camisa abierta en un frío día de febrero era menos explicable. El informe de Webster no menciona la supuesta cruz tallada en el pecho de Walton que mencionan algunos relatos posteriores.

### Relato de Alfred Potter de los acontecimientos
El 17 de febrero, Potter fue entrevistado por segunda vez, en esta ocasión por el sargento detective Webb. Potter declaró que Walton normalmente trabajaba cuatro días cada semana, pero nunca en tiempo húmedo. Potter declaró que le pagaba dieciocho peniques por hora y normalmente al final de cada quincena, a pesar de que a veces por la semana. Dijo que dejaba a Walton decir cuántas horas había completado, insinuando que Walton era a veces pagado por horas que no había trabajado. La última vez que le había pagado a Walton la quincena que finalizaba el 10 febrero le había dado 2,15 libras esterlinas.
Potter declaró que el día del asesinato había dejado College Arms y se había ido a un campo conocido como Cacks Leys para cuidar unas ovejas y alimentar algunos terneros. Cuando llegó al campo eran las 12.20 p. m. y entonces vio a Walton, trabajando en mangas de camisa. Estaba seguro de esto porque era la primera vez que le veía tan vestido y había pensado de él, 'Hoy está muy peripuesto'. Potter añadió que habría ido a ver a Walton si no fuera por el hecho de que tenía una novilla en una zanja cercana que requería su atención. Fue recto hasta su casa y llegó allí sobre las 12.40 p. m. Luego fue a atender a la novilla.
El 20 de febrero, PC Lomasney estaba en The Firs y mencionó que la policía esperaba encontrar huellas dactilares en las armas de asesinato. Entonces, Alfred Potter dijo que había tocado el mango de la podadera, y posiblemente el de la horquilla, cuando encontró el cuerpo, aunque mencionó que ya se lo había dicho a la policía. Dijo que había manejado las armas en respuesta a un comentario de Harry Beasley sobre que "Es mejor asegurarse cómo ha sido". La señora Potter había mostrado considerable molestia ante esta revelación, declarando que la policía podría sospechar si sus impresiones se encontraban en las armas del crimen. Potter, entretanto, dijo a Lomasney que el asesinato era obra "de un fascista del campamento". Poco después, un militar llegó a la puerta y preguntó por Potter que estaba en el patio. Lomasney registró que, cuando Potter entró dijo, "Ese soldado me acaba de decir que la Policía Militar en el Campamento ha atrapado a un italiano saliendo con un traje y le detuvo y llamó a la Policía civil que ha llegado corriendo. Le han sacado con ellos." Ante esto, "Potter mostró gran alegría y su esposa se puso casi histérica de contento".
Según el informe inicial de Fabian, Potter declaró el 23 de febrero que después de su visita a Cacks Ley había ido a casa, leído el periódico cinco minutos, y luego había ido a ayudar a uno de sus trabajadores, Charles Henry "Happy" Batchelor. Posteriormente, ambos hombres habían ido a mirar el reloj de la iglesia y vieron que era la 1 p. m. Este relato fue confirmado por la señora Potter que declaró que Alfred Potter había llegado a casa poco después de las 12.30 p. m. y había leído el periódico unos minutos. Entonces le preguntó cuánto tardaría la comida y ella le respondió "No mucho tiempo". Al oírlo, Potter había ido a ayudar a Batchelor sobre las 12.40 p. m. y regresó a la 1.05 p. m. Batchelor también confirmó que Potter había ido a ayudarle alrededor de las 12.40 p. m.
El 27 de febrero, Fabian ordenó consultar en Stubbs & Bradstreet sobre posibles deudas contra Alfred Potter o L. L. Potter & Co., Farmers of Campden, Gloucestershire. (El padre de Alfred Potter, Levi Potter, era licenciatario del Lygon Arms en Chipping Campden.) Posteriormente, se confirmó que no existían deudas. Fabian también pidió consultas en el Ministerio de Agricultura y Pesca sobre el resultado de una "investigación de salarios realizada el 12 de enero de 1945 en The Firs por el inspector R. G. Elliott" quien aparentemente se mostró reticente de revelar la información a Fabian sin la autorización de su sede.
Otra vez, en su informe inicial del crimen, Fabian registró que, en la investigación sobre Charles Walton el 20 de marzo, Potter le había dicho al forense que había visto a alguien en mangas de camisa en su campo a las 12.30 p. m. y que estaba parado.

### Otras consultas
Edith reclamó que Potter le dijo lo siguiente cuando se dirigían a Hillground con Harry Beasley el día del asesinato: "Tengo que ordeñar un miércoles. Vine al campo a cortar heno a las 12 en punto y vi a vuestro tío en su trabajo". Edith declaró que nunca había oído a Walton decir que hubiera dejado dinero a nadie y ella no había visto ningún pagaré. Investigaciones posteriores del Midland Bank revelaron que Walton había depositado 227,10 libras en junio de 1930 pero que por 1939 habían disminuido a 11,11 libras. Walton había realizado numerosos retiros de efectivo en los años intermedios, pero nunca de más de 10 libras a la vez.
Las investigaciones de Fabian también revelaron que el mejor amigo de Walton era George Higgins de setenta y dos años de Fairview, Lower Quinton, aunque no se habían visto desde la Navidad anterior. Higgins era empleado del señor Valender de Upper Quinton y en el momento del asesinato estaba trabajando en un granero a tan solo 300 yardas de Walton. Fabian especuló que Higgins podría haber cruzado los campos sin ser visto y asesinado a Walton. Sin embargo, dudaba que el anciano hubiera tenido la fuerza suficiente para provocar semejante ataque o motivo suficiente.
Cuando Harry Beasley fue entrevistado dijo a la policía que era empleado de Harry Ball de Henney Farm en el pueblo. Dijo que "Potter tenía reputación de ser un hombre decente para trabajar". En la noche del 14 febrero recordó que Potter dijo de Walton, "Le vi en el trabajo a las 12.15". Beasley también confirmó que Edith Walton había estado saliendo con un tal Edgar Goode varios años, aunque Goode fue más tarde eliminado de las investigaciones policiales. Beasley dijo que Potter se dio cuenta de que Walton estaba muerto tan pronto vio el cuerpo.
La policía tomó declaraciones de dos exempleados de Potter – William George Dyde y George Purnell. Ambos confirmaron que, de vez en cuando, Potter había tenido dificultades para pagar sus sueldos.
Joseph Stanley confirmó que Potter le había ayudado con la castración de dos novillos en la mañana del 14 de febrero y que luego fueron al College Arms donde Potter había bebido dos vasos de Guinness entre las 11.45 y el mediodía.
Se tomaron declaraciones a más de 500 residentes de Lower Quinton, algunos tan jóvenes como de once años, así como de otras personas que se encontraban en la zona y alrededores el 14 de febrero. Se emprendió una búsqueda minuciosa del área completa en torno a la escena del crimen, con la ayuda de los Ingenieros Reales utilizando detectores de minas, en un intento por encontrar el reloj de bolsillo de Walton o alguna otra pista, pero fue en vano.
Finalmente Fabian y Webb regresaron a Londres mientras el detective superintendente Alec Spooner continuó buscando al asesino. El crimen fascinó tanto a Spooner que se dice que continuó regresando periódicamente al pueblo mucho tiempo después de que el resto del mundo hubiera concluido que el perpetrador nunca sería encontrado. El reloj de bolsillo de Walton fue encontrado en la letrina detrás de su cottage en 1960, cuando se la derribó para levantar otro anexo, a pesar de que la policía había buscado allí en la época del asesinato, lo que induce a pensar que el asesino lo dejó allí más tarde.

## Alfred Potter
Alfred Potter tenía cuarenta años en el momento del asesinato y dirigía The Firs para L. L. Potter & Co. que era una compañía propiedad de su padre. Robert Fabian concluyó que Alfred Potter era el probable asesino de Charles Walton.
- El comportamiento de Potter en la noche del asesinato no parecía ser el de un hombre inocente. Cuando Constable Lomasney llegó a las 7.05 p. m. notó que "Potter parecía muy molesto. Temblaba y decía tener frío. Mirando atrás creo que Potter parecía más preocupado de lo que uno habría esperado." Después de todo, razonó Lomasney, Potter estaba acostumbrado a sacrificar animales y podría estar menos conmovido ante la escena del crimen que otros hombres. Lomasney también se sorprendió cuando Potter dijo que se iba a casa antes de que llegara la policía de Stratford. Dijo, "Su queja de sentir frío la consideré una excusa extraña de alguien que estaba acostumbrado a atender a los animales a todas horas y en toda clase de tiempo, especialmente cuando el hombre asesinado era su propio empleado y había sido asesinado en su propia tierra."[7] De hecho, la policía de Stratford apareció justo cuando Potter se iba.
- El 17 de febrero, Potter dijo que habría ido a ver a Walton en Hillground el 14 de febrero si no fuera por que tenía una novilla en una zanja cercana que tenía que atender. Afirmó que se había ido derecho a casa, llegando allí sobre las 12.40 p. m., y después fue a atender a la novilla. Sin embargo, se descubrió que la res se había ahogado en Doomsday Ditch el 13 de febrero y no fue sacada de The Firs hasta las 3.30 p. m. del 14 de febrero – casi tres horas después de que Potter reclamara haber ido a atenderla.[7]
- La declaración de Potter sobre la novilla se contradice con su declaración del 23 de febrero de que había ido a casa, leído el periódico y luego ayudado a Charles Batchelor. El comentario de Fabian fue que "Potter indudablemente estaba mintiendo sobre sus acciones en este momento crítico pero la razón para estas mentiras, de momento, solo puede ser cuestión de conjetura".[7]
- El escepticismo de Fabian sobre las actividades de Potter entre el mediodía y las 12.40 p. m. se vio incrementado por el hecho de que variablemente declaró haber visto a Walton trabajando en la distancia a las 12.10 p. m., 12.15 p. m. y 12.20 p. m., finalmente diciendo a la investigación que había visto a alguien parado a las 12.30 p. m. Fabian comentó que "Por ello tenemos la historia de Potter cambiando gradualmente de ver a Charles Walton trabajando en la poda de setos a las 12.10 p. m. a ver un hombre parado en el campo a las 12.30 pm".[7]
- Las declaraciones de Potter diciendo haber visto trabajar a Walton invariablemente afirmaban que estaba en mangas de camisa. Sin embargo, cuando su cuerpo fue encontrado, llevaba puesta la chaqueta. Debajo de la chaqueta vestía una camisa, pero las mangas estaban cortadas por encima del codo. Por ello Potter no podría haber visto a Walton en mangas de camisa. En opinión de Fabian, incluso si Potter meramente había visto a Walton sin su chaqueta puesta, "parece improbable que estuviera trabajado en mangas de camisa a las 12.20 y después se pusiera la chaqueta, a no ser que hubiera decidido irse a casa".[7]
- El 20 de febrero, Potter dijo que había mencionado previamente a la policía que había tocado las armas del crimen y que esto había sido a instigación de Harry Beasley. Sin embargo, esta era la primera vez que hacía tal reclamación a la policía, y Beasley negó fuertemente haber comentado nada a Potter sobre estar seguros de la muerte de Walton: Beasley dijo que era obvio que estaba muerto y que Potter no tocó las armas en su presencia. El comentario de Fabian era que Potter produjo esta explicación sólo cuando Lomasney planteó la cuestión de las huellas dactilares el 20 de febrero; consideró que Potter se había "esforzado mucho en explicar las huellas dactilares que pudieran encontrarse en las armas ...".[7] Ninguna huella fue encontrada en ellas.
- La sugerencia de Potter de que ocasionalmente pagaba a Walton por horas no trabajadas fue refutada por un examen de las sumas sancionadas en los sueldos de L. L. Potter & Co. y las pagadas a Walton. Lo que Potter estaba haciendo en realidad era reclamar más de lo que necesitaba para pagar a su empleado, y embolsarse la diferencia. El comentario de Fabian fue que "Potter, por su propia admisión, es culpable de reclamar más salarios de los debidos y sin duda se aprovechaba del trabajo de Walton para él".[7]
- Después de que Fabian y Webb regresaran a Londres, el agente de policía que relevó a Lomasney y vigilado la escena del crimen informó que Potter había regresado a Hillground poco después del amanecer el 15 de febrero. El policía había advertido a Potter de que no debía acercarse. Potter había intercambiado algunas bromas sobre el frío del tiempo, le ofreció un cigarrillo Player y luego se fue. Esta revelación llevó a Fabian y Webb a volver para otra entrevista con Potter y algunas preguntas inquisitivas sobre por qué no les había dicho sobre su visita a la escena. Sin embargo, esta entrevista no parece haber adelantado nada relevante, aunque se señaló que "Happy" Batchelor y otro empleado de Potter habían renunciado a sus trabajos tras el asesinato. Fabian creyó que ambos posiblemente se dieron cuenta de la naturaleza del hombre para quien trabajaban. También se preguntó si Batchelor habría sido comprometido a declarar que había visto a Potter a las 12.40 p. m..[7]
- Los pantalones que Potter había llevado el 14 de febrero fueron descritos como de cordón Bedford, un tipo de pana rígida. Había dos manchas en las perneras que el profesor Webster creyó podrían ser de sangre; sin embargo, se informó que habían sido limpiados demasiado a fondo como para permitir un análisis positivo.[7]

La clave para la policía fue establecer los movimientos de Potter entre las 12 del mediodía, cuando dejó la compañía de Joseph Stanley en el College Arms, y  las 12.40 p. m. cuando Charles Batchelor dijo que le vio en The Firs. A pesar de que Potter cambió su historia en varias maneras, Fabian concluyó que "no había evidencia real para conectarle con el asesinato en sí, y no se pudo encontrar un motivo razonable para que lo cometiera". Fabian descubrió que no había ninguna evidencia de que Potter fuera violento o de que él y Walton se hubieran peleado alguna vez. Describió a Potter como malhumorado y hosco en sus entrevistas a pesar de que, incluso cuando fue "interrogado de cerca", él "nunca perdió los estribos" y fue cortés. Escribió que Potter era "descuidado" y "en la superficie levemente tonto" a pesar de que "estoy convencido de que dista mucho de serlo". De hecho, Fabian consideró a Potter un "hombre de fuerza considerable" y un "individuo extremadamente astuto".
Aunque varios escritores han sugerido después que Walton debía dinero a Potter y se estaba atrasando en devolverlo, no hay ninguna prueba de esto en el caso.

## Ann Tennant
Ann Tennant era una vecina de Long Compton, a quince millas de Lower Quinton, que fue asesinada a la edad de ochenta años. El 15 de septiembre de 1875, sobre las ocho de la tarde, Ann Tennant dejó su casa para ir a comprar una barra de pan. En el camino de vuelta, se encontró con algunos trabajadores agrícolas regresando a casa de cosechar en los campos. Uno del grupo era un hombre local, James Heywood, que conocía a la familia de Ann desde hacía muchos años. Heywood era simple y visto como algo parecido al tonto del pueblo. Se sabe que también había estado bebiendo sidra. Sin previo aviso, atacó a Ann Tennant con su horquilla, clavándosela en las piernas y cabeza.
Un campesino local llamado Taylor oyó la conmoción y corrió en ayuda de Ann. Detuvo a Heywood hasta que llegó un agente policial. Ann fue llevada a la casa de su hija pero murió a causa de las heridas hacia las 11.15 de la noche. Heywood reclamó que Ann era una bruja y que había otras brujas en la aldea a las que pretendía tratar de la misma manera. Aunque fue juzgado por asesinato, fue declarado inocente debido a demencia y se pasó el resto de su vida recluido en el asilo para criminales dementes de Broadmoor. Se registra que murió allí, a los 59 años, a principios de 1890.
El 13 de febrero de 1954, la víspera del noveno aniversario del asesinato de Walton, The Daily Mirror revisitó el asesinato de Ann Tennant y resaltó las semejanzas entre ambos crímenes. El informe declaró: "La policía ha encontrado otro vínculo entre los asesinatos, pero me comprometo a no revelarlo." La explicación más probable es que la policía había descubierto que Charles Walton y Ann Tennant estaban emparentados.
Los bisabuelos de Charles Walton eran Thomas Walton y Ann Smith. El nombre de soltera de Ann Smith era Ann Tennant, nacida en 1794. Ann Tennant sería por tanto su bisabuela materna. Aunque no era una coincidencia tan extraña, porque hasta mediados del siglo XX, cuando aumentó la movilidad al generalizarse los vehículos a motor, en el campo en un radio de quince a veinte kilómetros la mayoría de las personas estaban más o menos emparentadas.

## Reclamaciones de brujería
Los dos informes que Fabian escribió sobre el caso en 1945 y conservados en los archivos policiales no hacen ninguna mención de brujería, asesinato ritual, perros negros, sapos o sacrificios de sangre. Sin embargo, veinticinco años más tarde escribió lo siguiente:
"Aconsejo a cualquiera que se sienta tentado a aventurarse en cualquier momento en la magia negra, la brujería, el chamanismo – llámelo como quiera– que recuerde a Charles Walton y piense en su muerte, que fue claramente el clímax espantoso de un rito pagano. No hay argumento más fuerte para mantenerse lo más lejos posible de los villanos con sus espadas, incienso y palabrería. Es la prudencia de la que vuestra futura paz mental e incluso vuestra vida podría depender."
Se ha afirmado que Fabian estuvo familiarizado con dos piezas de historia local. La primera relacionada con el asesinato de Ann Tennant por James Heywood, afirmando que era una bruja. En muchos relatos se indica incorrectamente que Ann fue clavada al suelo con la horquilla y degollada. Además, el detective superintendente Alec Spooner, director del Warwickshire C.I.D., se dice que llamó la atención de Fabian mostrándole un libro de 1929 titulado Folclore, Old Customs and Superstitions in Shakespeare Land, escrito por el reverendo James Harvey Florence, rector de Whitchurch, y padre de la autora Ursula Bloom. Este incluía la historia de cómo, en 1885, un joven labrador llamado Charles Walton se había encontrado con un perro negro fantasma en su camino a casa desde el trabajo varias noches sucesivas. En la última ocasión el perro iba acompañado de una mujer sin cabeza. Aquella noche Walton supo que su hermana había muerto.
Entre las teorías y rumores posteriores sobre el caso están:
- Se afirmó que los lugareños creían que Walton era un brujo cuyos poderes eran temidos por algunos. Se decía que podía echar mal de ojo y tenía sapos como mascotas que utilizaba para "atacar" los cultivos y ganado de los campesinos locales. Dos ejemplos citaron la mala cosecha de 1944 y la muerte de la novilla de Potter el 13 de febrero. Según esta teoría que alegaba brujería, habría sido asesinado de manera ritual, cuidando que su sangre empapara la tierra "para que recuperara la fertilidad".[9]
- El folclore local creía que perros negros fantasmales vagaban por la región y verlos era presagio de muerte.[10] Se dijo que tras el asesinato de Walton, un perro negro fue encontrado ahorcado de un árbol cerca del lugar del crimen. Fabian escribió que se cruzó con un perro negro mientras caminaba al crepúsculo en Meon Hill. Pasó corriendo a su lado y al poco vio a un chico local acercándose en la misma dirección. Le preguntó si buscaba a su perro, pero cuando Fabian mencionó el color del animal, el niño palideció y salió corriendo en dirección opuesta.

## Mitos

### Ann Tennant fue asesinada de la misma manera que Walton
Las informaciones de que Ann fue clavada al suelo con la horquilla o degollada son pura invención. Fue atacada ante varios testigos y la única semejanza con el asesinato de Walton fue el uso de una horquilla en ambos casos.

### Walton era el niño de la historia del perro negro
No hay ninguna evidencia de que el Charles Walton mencionado en el libro del reverendo Bloom fuera el Charles Walton luego asesinado. El segundo tenía tres hermanas mayores y dos hermanos menores. Si el Charles Walton de la historia fuera el luego víctima de asesinato, tendría que haber tenido una hermana que muriera en 1885. Sin embargo, sus hermanas Mary Ann y Martha Walton se casaron ambas en 1891 y vivieron varios años más, mientras Harriett – en realidad medio hermana de Charles– estaba todavía viva en 1901. Todo ello consta, nuevamente, en los registros civiles locales. Por tanto, la historia se relacionaría con otro Charles Walton.

### Walton fue asesinado cerca de un círculo de piedra druídico en una ceremonia druídica
Fabian declaró en Fabian of the Yard que:
"Uno de mis casos de asesinato más memorables fue en el pueblo de Lower Quinton, cerca del círculo de piedras druídicas de Whispering Knights. Allí un hombre había sido asesinado en una reproducción de una ceremonia druídica la víspera de San Valentín."
Gerald B. Gardner declaró en su libro, The Meaning of Witchcraft:
"... los Whispering Knights no son un círculo; no son druídicos, y están a unas doce millas en línea recta, de Lower Quinton. Charles Walton tampoco fue asesinado la víspera de San Valentín; y como nadie sabe con certeza cómo eran las ceremonias druídicas, es imposible decir que su muerte fuera una reproducción de una. Aparte de estos detalles, la descripción es precisa."

### Fabian se encontró con un muro de silencio sobre el crimen
La policía tomó numerosas declaraciones a los lugareños, incluso a niños, y aunque Fabian años después alardearía de haberse encontrado con "un muro de silencio", lo máximo que dijo en 1945 fue que "Los nativos de Upper y Lower Quinton y el distrito circundante son de carácter reservado y no se confían fácilmente a desconocidos". La verdad puede ser que nadie había visto nada y por tanto no tenía nada que decir.